# فاکتور ۱۹ رشد فیبروبلاست
فاکتور ۱۹ رشد فیبروبلاست (انگلیسی: Fibroblast growth factor 19) یا به اختصار «FGF19» یک پروتئین است که در انسان توسط ژن «FGF19» کُدگذاری می‌شود. این مولکول پروتئینی در واقع یک هورمون است که ساخت اسیدهای صفراوی را تنظیم می‌کند و بر متابولیسم گلوکز و لیپید هم اثر می‌گذارد. کاهش ساخت و افت سطح خونی آن ممکن است عاملی در بروز اسهال مزمن ناشی از اسیدهای صفراوی و علتِ بروزِ اسهال در برخی اختلالات متابولیک باشد.
فاکتور ۱۹ رشد فیبروبلاست عضوی از خانوادهٔ بزرگ فاکتورهای رشد فیبروبلاست و لیگاندی پرقدرت و وابسته به هپارین برای گیرنده ۴ فاکتور رشد فیبروبلاست محسوب می‌شود. بیان ژن «FGF19» فقط در بافت مغزی جنین (و نه مغز افراد بالغ) مشاهده شده است.
فاکتور ۱۹ رشد فیبروبلاست هورمونی تولیدشده در ایلئوم است که نقش مهمی در پاسخ به جذب اسیدهای صفراوی دارد. اسیدهای صفراوی به گیرنده ایکس فارنزوئید (FXR) متصل می‌شوند و رونویسی FGF19 را تحریک می‌کنند. چندین مولفه در برهمکنش گیرنده ایکس فارنزوئید / اسید صفراوی درژن «FGF19» شناسایی شده است. نشان داده شده است که رونوشت‌های FGF19 انسانی با غلظت‌های فیزیولوژیکی اسیدهای صفراوی از جمله کینودی‌اکسی‌کولیک اسید، گلیکوکینودی‌اکسی‌کولیک اسید و اُبتیکولیک اسید در ریزنمونه‌های مخاط روده تقریباً ۳۰۰ برابر بیشتر تحریک می‌شوند.
فاکتور ۱۹ رشد فیبروبلاست ساخت اسیدهای صفراوی جدید را هم تنظیم می‌کند و از طریق کمپلکس‌های گیرنده FGFR4/Klotho-β در کبد منجر به مهار CYP7A1 می‌شود. این پروتئین در کبد بیماران مبتلا به کلستاز مشاهده شده است.
فاکتور ۱۹ رشد فیبروبلاست همچنین دارای اثرات متابولیکی است و بر متابولیسم گلوکز و لیپید در مدل‌های آزمایشی موش تأثیر می‌گذارد.
فعالیت این پروتئین اغلب در سرطان‌های انسانی تشدید می‌شود. تقویت جایگاه ژنومی «FGF19» در سرطان کبد، سرطان پستان، سرطان ریه، سرطان پروستات، سرطان مثانه و سرطان مری و برخی موارد دیگر یافت شده است. با هدف قرار دادن FGF19، می‌توان رشد تومور در سلول‌های سرطان روده بزرگ و سرطان کبد را مهار کرد. افزایش FGF19 با پیشرفت تومور و پیش‌آگهی ضعیف‌تر سرطان کبدی مرتبط است.
در بیماران مبتلا به سندرم متابولیک، بیماری کبد چرب غیر الکلی و مقاومت به انسولین سطوح FGF19 را کاهش می‌دهند. FGF19 در بیماران چاق که تحت بای‌پس معده از نوع Roux-en-Y و سایر انواع جراحی چاقی قرار می‌گیرند، به مقادیر طبیعی افزایش می‌یابد.

## برای مطالعهٔ بیشتر
- Nicholes K, Guillet S, Tomlinson E, Hillan K, Wright B, Frantz GD, Pham TA, Dillard-Telm L, Tsai SP, Stephan JP, Stinson J, Stewart T, French DM (2002). "A mouse model of hepatocellular carcinoma: ectopic expression of fibroblast growth factor 19 in skeletal muscle of transgenic mice". Am. J. Pathol. 160 (6): 2295–307. doi:10.1016/S0002-9440(10)61177-7. PMC 1850847. PMID 12057932.
- Katoh M, Katoh M (2003). "Evolutionary conservation of CCND1-ORAOV1-FGF19-FGF4 locus from zebrafish to human". Int. J. Mol. Med. 12 (1): 45–50. doi:10.3892/ijmm.12.1.45. PMID 12792807.
- Harmer NJ, Pellegrini L, Chirgadze D, Fernandez-Recio J, Blundell TL (2004). "The crystal structure of fibroblast growth factor (FGF) 19 reveals novel features of the FGF family and offers a structural basis for its unusual receptor affinity" (PDF). Biochemistry. 43 (3): 629–40. doi:10.1021/bi035320k. PMID 14730967. Archived from the original (PDF) on 2017-08-08. Retrieved 2019-09-30.